# Осока блискуча
Осока блискуча (Carex liparocarpos) — вид трав'янистих рослин родини осокові (Cyperaceae), поширений у північно-західній Африці, південній і середній Європі, західній Азії.

## Опис
Багаторічна рослина заввишки 10–30 см. Стебло гладке. Листки завширшки 1–3 мм, блідо-зелені, шорсткі. Суцвіття складається з 3–4 колосків.
Цвіте в квітні — травні. Плодоносить у травні — липні. Розмножується насінням і вегетативно.

## Поширення
Поширений у Марокко й Алжирі, південній і середній Європі, західній Азії (Іран, Туреччина, Вірменія, Азербайджан, Грузія). У Словаччині вид має статус CR.
В Україні вид зростає у Степу, на узбережжях Чорного і Азовського морів, у Гірському Криму (Ялтинська яйла).

## Загрози й охорона
Загрозами є зміни екологоценотичних умов, вплив антропогенних факторів-розорювання степів, випасання худоби, витоптування.
Занесений до Червоної книги Україні в статусі «Зникаючий». Не охороняють.